# Vesalea grandifolia
Vesalea grandifolia là một loài thực vật có hoa trong họ Kim ngân. Loài này được José Angel Villarreal miêu tả khoa học đầu tiên năm 2000 dưới danh pháp Abelia grandifolia. Năm 2013 Maarten Christenhusz chuyển nó sang chi Linnaea. Năm 2015 Wang và cộng tác viên chuyển nó sang chi Vesalea.
Loài này có tại Mexico (Bắc Querétaro, San Luis Potosí).